# Aamir Bashir
Aamir Bashir (nacido en Srinagar, Cachemira, India) es un actor y director hindú de cine, famoso por su papel en la película de suspense El miércoles.

## Vida y carrera
Nació en Cachemira, hijo del Presidente de la Corte Superior de Jammu y Cachemira. Estudió en el St. Stephen's College de la Universidad de Delhi. Trabajó de periodista para la agencia de prensa Asian News International por un breve periodo de tiempo.
Debutó como actor en la serie docudrama Bhanwar y apareció en diversos anuncios de televisión. Tuvo un papel en la película Split Wide Open (1999) y fue actor secundario en Armaan. Bashir fue el protagonista de las series Alpviram y Sarhadein.
Karan Johar le dio el papel de Zakir Khan en My Name is Khan, pero el gobierno de los Estados Unidos denegó el visado a Bashir y fue sustituido por Jimmy Shergill. Bashir obtuvo atención por su papel en la película El miércoles donde interpretaba al oficial de policía hindú Jai Pratap Singh que trata de parar el atentado terrorista en Mumbai. Bashir fue nominado como Mejor Actor de Reparto al Premio Star Screen. En 2010 apareció en éxito inesperado Peepli Live. En el año mismo hizo su debut como director con Harud (Otoño). La película se estrenó en el Festival Internacional de Cine de Toronto y el Festival de cine de Londres.

## Filmografía

### Actor
- Peepli Live (2010) - Vivek
- Raat Gayi Baat Gayi (2009) - Prasad
- El miércoles (2008) - Jai Pratap Singh - PI
- The Great Indian Butterfly (2007) - Krish
- Frozen (2007) - Commanding Officer
- Pyaar Ke Side Effects (2006) -  Kapil Sharma
- Rishtey (TV)  "Sirf Tum": Temporada 1
- Isse Kehte Hai Golmaal Ghar (TV) - 2004
- One Night Stand (2004)
- Siddhant (2004)
- Armaan (2003) -  Dr. Sanjay
- Sarhadein (TV) (2002)
- Clever and Lonely (2002) - Aditya
- Split Wide Open (1999) - The Husband
- Alpviram
- Bhanwar

### Director
- Harud (2010)